# Jim Brown: All-American
Jim Brown: All-American è un documentario del 2001, diretto da Spike Lee.
Esso ripercorre la carriera del giocatore afroamericano di football americano e attore Jim Brown, con interviste ad amici e registi come Oliver Stone e Melvin Van Peebles.